# Margaritifer Sinus
Margaritifer Sinus  è una caratteristica di albedo della superficie di Marte.